# Kościół św. Jakuba w Długiem

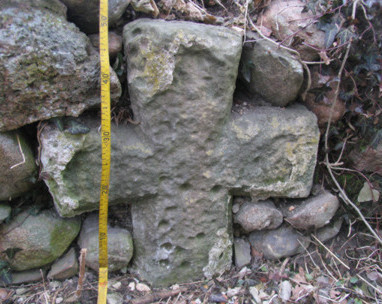
Krzyż pokutny w Długich

Kościół św. Jakuba – rzymskokatolicki kościół w Długiem, w powiecie żagańskim, w województwie lubuskim. Zniszczony przez pożar w 1856 roku.

## Historia
Kościół został wybudowany pod koniec XIII wieku głównie z kamieni polnych w stylu gotyckim. Na początku XVI wieku przeszedł w ręce ewangelików. W 1654 roku kościół ponownie trafił pod opiekę katolików. Jako że większość mieszkańców wsi stanowili protestanci, popadał w ruinę, by w 1856 roku ulec zniszczeniu z powodu pożaru.

## Krzyż pokutny
W 2011 roku, w zachodniej części kamiennego muru, od strony wewnętrznej, odkryto kamienny krzyż. W związku z panującą modą na tzw. krzyże pokutne, również ten krzyż uznano za pokutny, chociaż na temat pochodzenia ani przeznaczenia krzyża nie ma żadnych informacji. Hipoteza o pokutnym charakterze krzyża jest oparta jedynie na nieuprawnionym założeniu, że wszystkie stare kamienne krzyże monolitowe, o których pochodzeniu nie zachowały się żadne informacje, są krzyżami pokutnymi (pojednania), chociaż w rzeczywistości powód fundacji takich krzyży może być różnoraki. Hipoteza ta stała się na tyle popularna, że zaczęła być odbierana jako fakt i pojawiać się w lokalnych opracowaniach, informatorach czy przewodnikach jako faktyczna informacja, bez uprzedzenia, że jest to co najwyżej luźny domysł bez żadnych bezpośrednich dowodów.
Lubuski Wojewódzki Konserwator Zabytków w Zielonej Górze decyzją z 15 lipca 2011 orzekł o wpisaniu do rejestru zabytków ruchomych województwa lubuskiego pod numerem rejestru L-B-112 "średniowieczny kamienny krzyż pokutny zlokalizowany po wewnętrznej stronie zachodniej części kamiennego ogrodzenia otaczającego kościół pw. św. Jakuba (obecnie w ruinie) położonego na działce nr 282 w miejscowości Długie".